# ウスタシャ民兵組織
ウスタシャ民兵組織（クロアチア語: Ustaška vojnica）は、第二次世界大戦中にドイツ占領下のユーゴスラビアの大部分から設立された枢軸国の傀儡国家であるクロアチア独立国のファシスト政権の主導者であったアンテ・パヴェリッチによって設立されたウスタシャの軍事部門である。 
民兵組織は何回にもわたる再組織を経て、クロアチア郷土防衛隊、海軍、空軍以外のウスタシャ政府のすべての武装要素を含むように拡大した。 戦線の後退を受けて1944年12月から翌年1月にかけて国内警備隊と合併してクロアチア独立国軍（Hrvatske oružane snage、HOS）を形成したが、この合併は均質な組織にはならなかった。 元ウスタシャ民兵将校がほとんどの作戦を支配し、指揮官職を占めた。
ウスタシャ民兵組織は、第二次世界大戦中にウスタシャ政権が犯した最もひどい残虐行為のいくつかに関わっており、クロアチア国内の約20の強制収容所の設立と運営で重要な役割を果たした。その部隊には、ユレ・フランセティッチとラファエル・ボバンが指揮した黒の軍団（Crna Legija）や、ヴジェコスラフ・ルブリッチが指揮したウスタシャ防衛旅団があった。